# Danh sách truyện tranh theo quốc gia
Truyện tranh đi theo những con đường phát triển khác nhau trên toàn thế giới.

## Châu Á
- Ấn Độ
- Đài Loan
- Hàn Quốc
- Nhật Bản (Lịch sử)
- Philippines
- Thái Lan
- Trung Quốc
- Hồng Kông
- Việt Nam

## Châu Âu
- Séc
- Pháp-Bỉ
- Bỉ
- Đức
- Hungary
- Ý
- Hà Lan
- Ba Lan
- Serbi
- Tây Ban Nha
- Vương quốc Anh
- Wales

## Bắc Mỹ
- Canada
- Mexico
- Mỹ
  - Lịch sử

## Châu Đại Dương
- Australia

## Nam Mỹ
- Argentina
- Brazil